# Anthrenoides micans
Anthrenoides micans là một loài Hymenoptera trong họ Andrenidae. Loài này được Urban mô tả khoa học năm 1995.